# Delhi Sud

Delhi Sud, dans le Territoire de Delhi

Delhi Sud (ou officiellement la Corporation municipale de Delhi Sud) est de 2012 à 2022 l'une des cinq municipalités du Territoire de Delhi en Inde. Elle a été créée en 2012 par la division en trois de la Corporation municipale de Delhi et disparait en 2022 quand elles sont réunifiées.